# Emilio Bueno Galán
Emilio Bueno Galán (Toledo, 18 de octubre de 1878- 27 de mayo de 1921), político liberal toledano de principios del siglo XX. Teniente de Alcalde de Toledo en la segunda década del siglo XX.

## Reseña biográfica
Emilio Bueno Galán fue un político liberal toledano en los inicios del siglo XX. Fue en varias ocasiones teniente de alcalde de la ciudad y ocupó también la alcaldía interinamente en distintas ocasiones. Fue además Oficial de Fiscalía de la Audiencia Provincial de Toledo y director del diario local El Eco Toledano.
Pese a comenzar estudios eclesiásticos en el Seminario de Toledo finalmente contrajo matrimonio con Pascuala Rodríguez Minaya, no dejando descendencia. Colaboró desde joven en publicaciones como La Voz de la Juventud. Uno de sus momentos cumbre en la vida política fue la elección como Secretario General de la Comisión Organizadora de los actos de homenaje a El Greco en el III Centenario de su muerte, celebrado en 1914.
Tuvo una destacada labor en la lucha por conseguir la conmutación de la pena de muerte impuesta al reo Aniceto Camuñas que hubiera supuesto la primera ejecución pública en Toledo desde 1898.
En 1915 fue designado por el alcalde en representación de la prensa como miembro de la Comisión encargada de conseguir la instalación en Toledo de la proyectada fábrica de cañones.
Muy aficionado a la fotografía, obtuvo en 1906 un accésit en el Premio de Fotografía organizado aquel año y en el que resultó ganador Casiano Alguacil.